# 鄭振明
鄭振明（16世纪？—1622年），山西承宣布政使司大同府人，明朝后期反明起事领袖。
鄭振明在天启年间，以秘密宗教形式聚集信众，聚众谋乱。侯德作为謀主，沛縣李英称鄭振明为大同教主。侯德与张九皋、易州人赵思武拟定在天启二年（1622年）十一月一日起兵，建年号“一统”，先据紫荆关后进攻北京。派丁益庵等見往鳳陽，南北會眾不下一千。宣大總督王國禎、易州道兵備副使徐腾芳将郑振明等人捕获。郑振明死于狱中。